# Finale della Coppa del mondo per club FIFA 2017
La finale della Coppa del mondo per club FIFA 2017 si è tenuta sabato 16 dicembre 2017 allo Zayed Sports City Stadium di Abu Dhabi tra gli spagnoli del Real Madrid, vincitori della UEFA Champions League 2016-2017, e i brasiliani del Grêmio, vincitori della Coppa Libertadores 2017.

## Cammino verso la finale
| Real Madrid                              | Real Madrid                              | Squadra                            | Grêmio                           | Grêmio                           |
| ---------------------------------------- | ---------------------------------------- | ---------------------------------- | -------------------------------- | -------------------------------- |
| UEFA                                     | UEFA                                     | Confederazione                     | CONMEBOL                         | CONMEBOL                         |
| Vincente UEFA Champions League 2016-2017 | Vincente UEFA Champions League 2016-2017 | Qualificazione                     | Vincente Coppa Libertadores 2017 | Vincente Coppa Libertadores 2017 |
| Avversario                               | Risultato                                | Coppa del mondo per club FIFA 2017 | Avversario                       | Risultato                        |
| Al-Jazira                                | 2–1                                      | Semifinali                         | Pachuca                          | 1–0 (dts)                        |

Il Real Madrid ha superato in semifinale l'Al-Jazira, campione 2016-2017 del Paese ospitante (2-1 in rimonta).
Il Grêmio è arrivato in finale battendo il Pachuca, vincitore della CONCACAF Champions League 2016-2017 (1-0 dopo i tempi supplementari).

## Partita
La partita ha visto il Real Madrid controllare la gara fin dalle prime battute, con un avversario attento soprattutto a non sbilanciarsi. Tuttavia il primo tiro nello specchio degli spagnoli arriva solo al 20' con Carvajal che viene stoppato da Geromel. Dopo un tentativo di Modrić, i brasiliani ci provano con una punizione da 40 metri di Edílson ma il tiro termina sopra la traversa (28'); sul finire della prima frazione, due occasioni per Cristiano Ronaldo: il portoghese prima viene fermato all'altezza del dischetto da Kannemann (38'), poi conclude alto su punizione (39').
Nel secondo tempo la partita non cambia; dopo un contatto sospetto in area tra Ramos e Ramiro, Ronaldo si guadagna un calcio di punizione: la barriera dei brasiliani si apre e il destro del portoghese termina in rete, portando il Real Madrid in vantaggio (53'). Poco dopo gli spagnoli potrebbero raddoppiare, ma il gol di Ronaldo viene annullato (57'). Il Grêmio non riesce a reagire e Grohe deve respingere prima su Casemiro (61') e poi su Modrić (65'). I cambi non sortiscono l'effetto sperato, e all'83' sono ancora gli spagnoli a provarci con Bale.
Al triplice fischio dell'arbitro, il Real Madrid può festeggiare il terzo trofeo nella storia competizione. Gli spagnoli sono i primi a vincere la manifestazione per due volte consecutive e raggiungono il Barcellona in vetta all'albo d'oro.

## Tabellino
| Arbitro: | César Ramos |

|             |           |  |
| Ronaldo 53’ | Marcatori |  |

| Real Madrid | Grêmio |

| P               | 1  | Keylor Navas      |     |     |
| D               | 2  | Daniel Carvajal   |     |     |
| D               | 5  | Raphaël Varane    |     |     |
| D               | 4  | Sergio Ramos (c)  |     |     |
| D               | 12 | Marcelo           |     |     |
| C               | 10 | Luka Modrić       |     |     |
| C               | 14 | Casemiro          | 27’ |     |
| C               | 8  | Toni Kroos        |     |     |
| C               | 22 | Isco              |     | 73’ |
| A               | 9  | Karim Benzema     |     | 79’ |
| A               | 7  | Cristiano Ronaldo |     |     |
| A disposizione: |    |                   |     |     |
| P               | 13 | Kiko Casilla      |     |     |
| P               | 35 | Moha Ramos        |     |     |
| D               | 3  | Jesús Vallejo     |     |     |
| D               | 6  | Nacho             |     |     |
| D               | 15 | Theo Hernández    |     |     |
| D               | 19 | Achraf Hakimi     |     |     |
| C               | 18 | Marcos Llorente   |     |     |
| C               | 20 | Marco Asensio     |     |     |
| C               | 23 | Mateo Kovačić     |     |     |
| C               | 24 | Dani Ceballos     |     |     |
| A               | 11 | Gareth Bale       |     | 79’ |
| A               | 17 | Lucas Vázquez     |     | 73’ |
| A               | 21 | Borja Mayoral     |     |     |
| Allenatore:     |    |                   |     |     |
| Zinédine Zidane |    |                   |     |     |

| P                 | 1  | Marcelo Grohe     |     |
| D                 | 2  | Edílson           |     |
| D                 | 3  | Pedro Geromel (c) |     |
| D                 | 4  | Walter Kannemann  |     |
| D                 | 12 | Bruno Cortez      |     |
| C                 | 25 | Jailson           |     |
| C                 | 5  | Michel            | 84’ |
| C                 | 17 | Ramiro            | 71’ |
| C                 | 7  | Luan              |     |
| C                 | 21 | Fernandinho       |     |
| A                 | 18 | Lucas Barrios     | 63’ |
| A disposizione:   |    |                   |     |
| P                 | 30 | Bruno Grassi      |     |
| P                 | 48 | Paulo Victor      |     |
| D                 | 6  | Leonardo Gomes    |     |
| D                 | 14 | Bruno Rodrigo     |     |
| D                 | 15 | Rafael Thyere     |     |
| D                 | 22 | Bressan           |     |
| D                 | 26 | Marcelo Oliveira  |     |
| D                 | 88 | Léo Moura         |     |
| C                 | 8  | Maicon            | 84’ |
| C                 | 28 | Kaio              |     |
| A                 | 9  | Jael              | 63’ |
| A                 | 11 | Everton           | 71’ |
| Allenatore:       |    |                   |     |
| Renato Portaluppi |    |                   |     |